# Agandecca (Ossian)
Agandecca ist im Werk Ossian des schottischen Dichters James Macpherson die Tochter des skandinavischen Königs Starno von Lochlin und die Schwester von Swaran. Ihr Name leitet sich vom schottisch-gälischen aghaidh shneachda („schnee(weißes) Angesicht“) her.
Starno will seinen Feind Fingal nach Lochlin (Skandinavien) locken und verspricht ihm deshalb die Ehe mit Agandecca. Diese verliebt sich allerdings in Fingal und warnt ihn vor dem Hinterhalt ihres Vaters.
„Rette dich vor den Gebüschen des Todes! Doch denke zugleich auch, König des windigen Morven! an mich! entreiss, o du Bergsohn! Agandecca dem zürnenden Vater!“ (Gedichte Ossians)
Starno seine Tochter im Zorn.
Agandecca ist eine Figur Macphersons und hat keine Entsprechung in der mittelalterlichen Epik Schottlands oder Irlands.

## Musikalische Rezeption
Der deutsche Komponist Paul Umlauft schuf ein Männerchorwerk mit Orchester mit dem Titel it „Agandecca“.